# 루돌프 랑게
루돌프 랑게(Rudolf Lange, 1910년 4월 18일 ~ 1945년 2월 23일)는 독일의 저명한 장교이다. 랑게는 라트비아의 리가에서 보안대 (Sicherheitsdienst) 와 보안 경찰의 지휘관으로 일했다. 그는 반제 회의에 참여하여 주로 라트비아의 유대인 주민의 절멸 실행을 담당하였다. (랑게가 이끄는 A 특수작전집단(Einsatzgruppe A)은 250,000명을 넘게 살해하였다.)